# Oscaecilia
Oscaecilia es un género de anfibios gimnofiones de la familia Caeciliidae. El área de distribución conocida de este género comprende Costa Rica, Panamá y el norte de América del Sur. Tal vez se pueda añadir el sur del Brasil.

## Especies
Se reconocen las siguientes nueve especies:
- Oscaecilia bassleri (Dunn, 1942)
- Oscaecilia elongata (Dunn, 1942)
- Oscaecilia equatorialis Taylor, 1973
- Oscaecilia hypereumeces Taylor, 1968
- Oscaecilia koepckeorum Wake, 1984
- Oscaecilia ochrocephala (Cope, 1866)
- Oscaecilia osae Lahanas & Savage, 1992
- Oscaecilia polyzona (Fischer en Peters, 1880)
- Oscaecilia zweifeli Taylor, 1968